# Вологі ліси острова Кокос
Вологі ліси острова Кокос (ідентифікатор WWF: NT0116) — неотропічний екорегіон тропічних та субтропічних вологих широколистяних лісів, розташований на острові Кокос в Тихому океані.

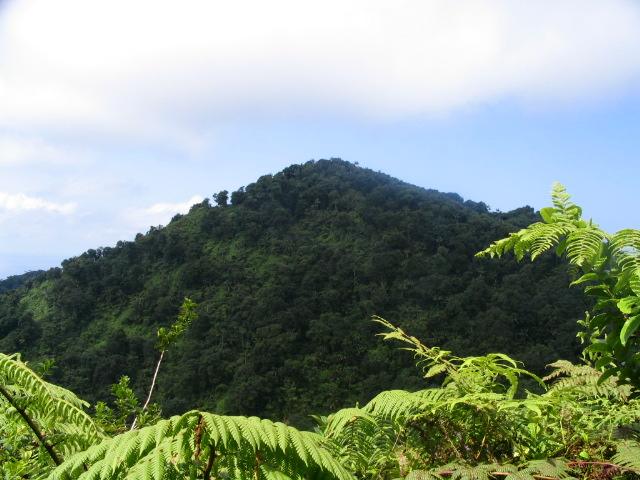
Гора Серро-Іглесіас

## Географія
Екорегіон вологих лісів острова Кокос охоплює коста-риканський острів Кокос, розташований на сході Тихого океану, за 523 км на південний захід від мису Кабо-Бланко та за 665 км на північний схід від Галапагоських островів. Цей острів має ширину 7,6 км і довжину 4,4 км, а його площа становить 23,85 км². Поряд з островом Кокос є кілька невеликих скелястих острівців, зокрема Дос-Амігос, Рафаель та Хуан-Баутіста.
Вулканічний острів Кокос є вершиною підводного вулкана, який є частиною підводного хребта Кокос, який простягається від Коста-Рики на південний захід до Галапагоського архіпелагу. Він переважно складається з базальтів, які мають чітко виражену стовпчасту структуру. Ймовірно, острів Кокос утворився близько двох мільйонів років тому, наприкінці пліоцену. Острів має нерівний, гористий рельєф, з численними скелями та печерами. Його найвищою вершиною є гора Серро-Іглесіас заввишки 575,5 м. З гір острова стікає багато водних потоків, утворюючи каньйони та водоспади. Найвищими річками на Кокосі є Геніо та Пітьє, які впадають у затоку Вафер. На острові переважають кислі ентісолеві ґрунти, які легко піддаються ерозії через велику кількість опадів.

## Клімат
На острові Кокос переважає теплий та вологий екваторіальний клімат (Af за класифікацією кліматів Кеппена). Середня температура тут становить 23,6 °C, а середньорічна кількість опадів перевищує 6000 мм. Дощі на острові йдуть протягом всього року, хоча з січня по березень та меншою мірою з кінця вересня по жовтень спостерігається зменшення їх інтенсивності. На клімат регіону значно впливає міжтропічна зона конвергенції.

## Флора
Острів Кокос є єдиним островом у східній частині Тихого океану, рослинний покрив якого представлений густими вологими тропічними лісами. Різноманіття екосистем та мікрокліматів та острові забезпечує його високе біорізноманіття. Він ніколи не був пов'язаний з континентом, тому різні види рослин і тварин прибули на острів з Америки, подолавши великі відстані. Внаслідок цього рівень ендемізму на острові також є високим.
На острові Кокос виділяють три основні рослинні угруповання. Прибережні ліси простягаються вздовж узбережжя, на висоті до 50 м над рівнем моря. Їх основу складають бурі коралові дерева (Erythrina fusca), алігаторові яблука (Annona glabra) та кокосові пальми (Cocos nucifera). В підліску поширені папороті, чагарники з родин Маренові (Rubiaceae) і Пасльонові (Solanaceae) та трав'янисті рослини з родин Осокові (Cyperaceae), Злакові (Poaceae), Бобові (Fabaceae) і Мальвові (Malvaceae).
Внутрішні ліси поширені у гірських районах острова, на висоті від 50 до 500 м над рівнем моря. Їх основу складають ендемічні кокоські залізні дерева (Sacoglottis holdridgei) і діамантові цекропії (Cecropia pittieri), а також острівні авокадо (Ocotea insularis). Гілки та стовбури дерев вкриті численними епіфітними орхідеями, папоротями, бромеліями та мохами. В підліску поширені осоки, зокрема розлогі гіполітруми (Hypolytrum amplum), деревоподібні папороті, зокрема повзучі ціатеї (Cyathea armata) та вузлуваті данаї (Danaea nodosa), а також гірські капустяні пальми (Euterpe precatoria). На найвищих гірських вершинах острова, на висоті понад 500 м над рівнем моря, поширені гірські хмарні ліси, у яких переважають різні види меластом (Melastoma spp.)
Загалом на острові Кокос зареєстровано 235 видів квіткових рослин, з яких 70 видів, або майже 30 %, є ендемічними. Тут зростають 3 ендемічні види дерев — кокоське залізне дерево (Sacoglottis holdridgei), кокоська окотея (Ocotea insularis) та діамантова цекропія (Cecropia pittieri). Деякі види рослин розвинули адаптації, які дозволяють їм виживати за відсутності великої кількості тварин. Прикладом є жалка мукуна (Mucuna urens), квіти якої відрізняються від квітів рослин, що ростуть на континенті, оскільки острівні популяції мукун запилює ендемічний вид птахів, а не кажани, які на острові відсутні.
Крім того, на Кокосі зустрічається 74 види папоротей і плаунів, 128 видів мохів і печіночників, 90 видів грибів та 41 вид слизовиків. Очікується, що в ході подальших досліджень на острові буде виявлено набагато більше видів. 

## Фауна
Фауністичне різноманіття острова Кокос є відносно низьким, однак водначас рівень ендемізму фауни є високим.
На острові Кокос зареєстровано понад 400 видів комах, однак науковці вважають, що загальне різноманіття комах на острові може досягати 800 видів. Найбільше різноманіття спостерігається серед метеликів (Lepidoptera) та мурах (Formicidae). 65 видів комах, або близько 16 % від загальної кількості, є ендеміками. Крім того, на острові зареєстровано понад 50 видів інших членистоногих (павуків, багатоніжок та рівноногих). Серед ендеміків Кокосу слід відзначити павука Wendilgarda galapagensis, який є прикладом розширення екологічних ніш на островах серед безхребетних. Цей острівний вид демонструє більшу варіативність з точки зору вибору оселищ та форми і конструкції павутинної сітки, ніж континентальні види з цього ж роду.
Орнітофауна екорегіону нараховує понад 90 видів птахів. Острів Кокос та сусідні скелясті острівці є домом для великих гніздових колоній мігруючих морських птахів, зокрема білочеревих сул (Sula leucogaster), червононогих сул (Sula sula), тихоокеанських фрегатів (Fregata minor), білих крячків (Gygis alba) та бурих крячків (Anous stolidus). У лісах острова живе сім видів наземних птахів, зокрема ендемічні кокоські кукліло (Coccyzus ferrugineus), кокосові мухоїди (Nesotriccus ridgwayi) та кокосовики (Pinaroloxias inornata), причому останні два види є єдиними представниками своїх родів. Кокосовик (Pinaroloxias inornata) є єдиним представником групи дарвінових в'юрків, який не живе на Галапагосових островах. Він демонструє спеціалізацію до пошуку їжі на островах, що сприяє високому рівню внутрішньовидової варіації. BirdLife International визнає острів Кокос важливою орнітологічною територією (IBA).
Герпетофауна острова Кокос включає два ендемічні види плазунів — кокосового аноліса (Anolis townsendi) та кокосового гекона (Sphaerodactylus pacificus). Земноводні на острові відсутні, як і на багатьох інших віддалених океанічних островах. Місцеві ссавці в екорегіоні також відсутні, однак люди завезли на острів білохвостих оленів (Odocoileus virginianus), свиней, кіз, котів та сірих пацюків (Rattus norvegicus). Оскільки ці тварини завдають шкоди місцевим екосистемам, поїдаючи рослинність або місцевих тварин, застосовуються заходи з контролю їх чисельності.

## Збереження
Після двох невдалих спроб колонізувати острів Кокос, він залишається вільним від людського втручання і є одним з найбільших безлюдних тропічних островів у світі. Перші поселенці завезли різні види культурних рослин та свійських тварин, і вони продовжують становити серйозну загрозу для місцевих екосистем. Чагарники аравійської кави (Coffea arabica) домінують у деяких ділянках підліску, особливо в районі затоки Вафер-Бей. Серед інтродукованих видів ссавців найбільш негативний вплив здійснюють дикі свині (Sus scrofa), які впливають на поширення багатьох рослин в підліску, руйнуючи кореневі системи та прискорюючи ерозію ґрунту.
Оцінка 2017 року показала, що 25 км², або 100 % екорегіону, є заповідними територіями. У 1978 році урядом Коста-Рики весь острів Кокос був оголошений національним парком та біологічним заповідником. У 1997 році він був внесений до списку Світової спадщини ЮНЕСКО, а у 1998 році визнаний Рамсарським водно-болотним угіддям міжнародного значення. Природу острова можна вважати відносно незайманою, незважаючи на негативний вплив від поширення інтродукованих видів рослин і тварин.